# Veneto
Veneto er en region i Italien. Hovedstaden i regionen er Venedig.

## Byer
- Adria
- Belluno
- Chioggia
- Padova
- Rovigo
- Treviso
- Venezia
- Verona
- Vicenza

## Floder
- Adige
- Brenta
- Piave
- Po

## Søer
- Gardasøen